# Таджики в Санкт-Петербурге
Таджики в Санкт-Петербурге — собирательное название лиц таджикской национальности, проживающих временно/постоянно или нелегально в городе Санкт-Петербурге. По данным переписи населения 2010 года, на территории города проживают 12072 таджиков, что составляет 0,25 % от всего населения Петербурга. По примерным данным национального информационного агентства Таджикистана, в городе трудится около 100,000 граждан Таджикистана. Таким образом, таджики являются вторым крупнейшим национальным меньшинством в городе после узбеков.

## Численность
Динамика численности таджикского населения в городе Санкт-Петербург
| 1926       | 1939 | 1959       | 1970 | 1979 | 1989 | 2002 | 2010  |
| ---------- | ---- | ---------- | ---- | ---- | ---- | ---- | ----- |
| нет данных | 61   | нет данных | 361  | 473  | 1917 | 2449 | 12072 |

## История
Во время Великой Отечественной войны в 1941 — 1945 годах из Таджикистана добровольно на фронт уехали более трёхсот тысяч солдат, многие из которых принимали участие в обороне Ленинграда от немецких захватчиков. Среди них особенно отличились пехотинцы-таджики Шукур Ибрагимов, Шукрулло Исаев, Абдували и Юсуфджон.

## Современность
Основное количество лиц таджикской национальности проживают в Петербурге временно и представлены работниками-мигрантами (уборщиками, продавцами, водителями и т. д.), которые проживают в тяжёлых социальных условиях, особенно если пребывают в Петербурге нелегально. Большинство мигрантов живут в коммуналках, подвалах или бараках без воды и света. Также работники-мигранты в большинстве случаев вынуждены сталкиваться с обманами и жестоким обращением со стороны работодателей. Ситуацию усугубляет то, что большинство рабочих-мигрантов крайне слабо или вовсе не владеют русским языком и таким образом имеют проблемы с документами, плохо идут на контакты с работодателями и легко могут быть обманутыми. Узбеки, хорошо владеющие русским языком, находятся, как правило, в лучшем положении, но всё равно могут испытывать нападки на расовой почве. Между новоприезжими мигрантами и петербургской таджикской диаспорой, чьи представители уже давно живут в Петербурге, существует социальное и культурное расслоение, из-за чего диаспора до недавнего времени не желала оказывать поддержку рабочим мигрантам, однако пошла на уступки после многочисленных жалоб в прокуратуру, депутатам, губернатору и президенту страны.
Согласно результатам опроса Всероссийского центра изучения общественного мнения, граждане Петербурга, наряду с москвичами, наименее терпимо относятся к таджикам (после кавказцев): 23 % опрошенных относятся враждебно к лицам таджикской национальности.

## Культурное влияние
В городе действуют два таджикских национально-культурных объединений: Санкт-Петербургское общество дружбы российского и таджикского народов «Сомониён» и Санкт-Петербургское общественное объединение таджикистанцев «Аджам». В Петербурге издаётся ежемесячная газета на таджикском «Хуросон», которая рассылается по предприятиям, где работают таджикские бригады. Также с 2011 года в городе начала издаваться газета «Туран», ориентированная, помимо таджиков, на работников из Узбекистана и Киргизии.
6 мая 2014 года на Аллее Памяти Пискаревского мемориального кладбища состоялось открытие памятной плиты в честь воинов Таджикистана, погибших при защите Ленинграда во время Великой Отечественной войны.